# Sundgot
Sundgot är en tätort i Ulsteins kommun i Møre og Romsdal fylke i västra Norge. Orten ligger vid fylkesväg 5884, vid sundet mellan öarna Dimna och Hareidlandet.